# Костёл Святого Франциска Ксаверия
Костёл Святого Франциска Ксаверия (лит. Šv. Pranciškaus Ksavero bažnyčia) находится в Старом городе Каунаса, Литва. Он был построен на площади возле ратуши иезуитами и посвящён Святому Франциску Ксаверию. Они открыли свою первую резиденцию в Каунасе в 1649 году. Постройка храма началась в 1666 году; храм был освящён в 1722 году.
Российское имперское правительство передало храм Православной церкви в 1824 году. Она была возвращена иезуитам лишь в 1924 году. После того, как Литва 1940 году была присоединена к СССР, костёл Святого Франциска Ксаверия был переоборудован в техническую школу, внутреннее пространство использовалось как спортивный зал. 
Храм повторно был возвращён иезуитам в 1989 году. Ремонт проводился в 1992 г.